# Impuesto a la riqueza en Argentina
El aporte solidario y extraordinario para ayudar a morigerar los efectos de la pandemia de COVID-19, impuesto extraordinario a las grandes fortunas, o, simplemente, Impuesto a la Riqueza, es un proyecto de ley presentado en la Cámara de Diputados de la Nación Argentina por los diputados del Frente de Todos Carlos Heller y Máximo Kirchner.
Durante el debate realizado para su análisis en la Cámara de Diputados, diversos diputados de la oposición acusaron que "con este impuesto el oficialismo hace populismo tributario".

## Sobre el proyecto de ley
Según estimaciones preliminares serían alcanzadas unas 12 mil personas, a las que se les aplicaría un gravamen que va desde el 2% hasta el 3,5% del patrimonio.

## Reacciones frente al proyecto
El proyecto ha generado rechazo de amplios sectores, incluyendo entidades del campo, la industria y los servicios. Los principales argumentos en contra son: que es inconstitucional, viola la igualdad tributaria, el mismo tiene visos de confiscatoriedad, grava bienes productivos y representa una doble imposición con el puesto de Bienes Personales.  También se ha advertido que es muy probable que este impuesto ahuyente las inversiones al atentar contra el capital privado.

### Doble imposición
Por una parte genera una doble imposición ya que grava al capital de las personas, el cual ya se encuentra gravado por el Impuesto a los Bienes Personales. Además grava bienes de capital y campos productivos del sector agrícola que se encuentran gravados por tasas e impuestos diversos.

### Confiscatoriedad
Se argumenta que el impuesto es confiscatorio, ya que su monto comprende un porcentaje significativo de la renta o del capital gravado. O sea el impuesto implica una presión fiscal irrazonable y excesiva sobre los bienes o en su defecto los intereses que los bienes gravados devengan.